# Cârpător

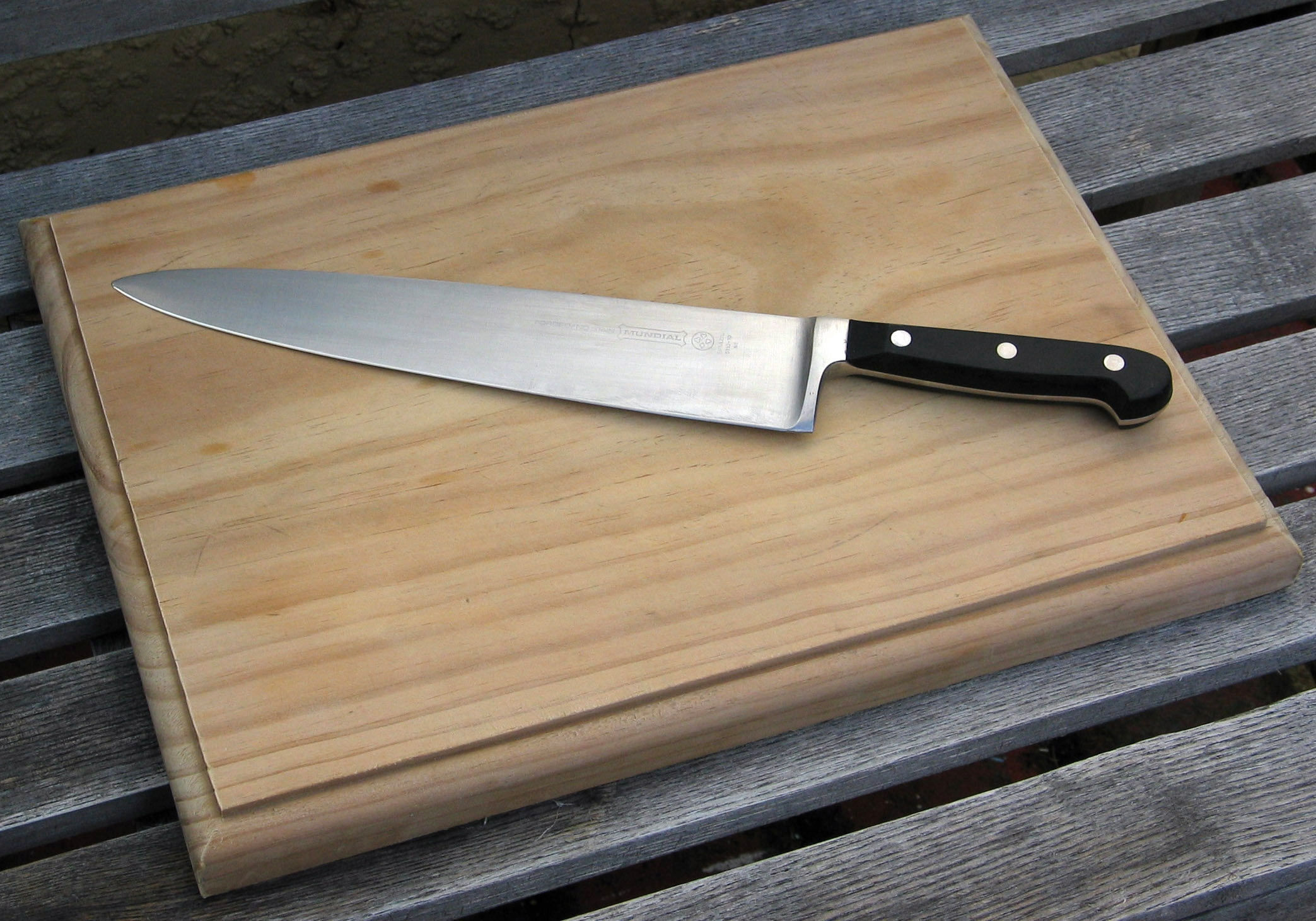
Un cuțit așezat pe un cârpător

Cârpător (și fund de lemn, tocător de bucătărie) este un obiect făcut în general din lemn sau plastic și care este folosit pentru a tăia mâncarea.
Materialele din care pot fi realizate conferă proprietăți diferite acestor obiecte; de exemplu, cele fabricate din lemn au proprietăți superioare, prezentând proprietăți antiseptice și regenerative. Cele din plastic sunt realizate adesea din polietilenă. Alte materiale care pot fi utilizate includ sticla și oțelul.
Tocătoarele din sticlă și piatră au dezavantajul că tocesc repede cuțitele; de aceea se preferă cele de lemn. Cel mai bun lemn folosit pentru obținerea tocătoarelor este cel dur, cu densitate mare și pori mici, cât mai închiși. Duritatea și densitatea mare îl face rezistent în timp, iar porii mici împiedică absorbția. La nivel mondial cele mai folosite esențe sunt cele de bambus, arțar, tec și cireș. În România foarte folosit pentru tocătoare este fagul.
Tocătorul de lemn nu se curăță cu detergent, căci se depune în zgârieturile suprafeței și favorizează apariția mucegaiului ci doar cu apă fierbinte și sare. Din când în când se poate răzui suprafața de lucru cu o hârtie abrazivă sau cu lama cuțitului. Pentru a-l face impermeabil se poate freca cu ulei.